# Ilja Policynski
Ilja Aleksandrowicz Policynski, ros. Илья Александрович Полицинский (ur. 12 grudnia 1972 w Ufie) – rosyjski hokeista.
Jego ojciec Aleksandr (ur. 1942), a także synowie Aleksandr (ur. 1998) i Daniła (ur. 2002) także zostali hokeistami.

## Kariera zawodnicza
- Awangard Ufa (1988-1989)
- HK Nioman Grodno (1989-1993)
- Toros Nieftiekamsk (1994)
- HK Nioman Grodno (1994-1996)
- STS Autosan Sanok (1996-1997)
- TTS Tychy (1997-1998)
- HK Nioman Grodno (1997/1998)
- TTH Toruń (1998-1999)
- HK Nioman Grodno (1999-2004)
- Chimik-SKA Nowopołock (2004-2006)
- HK Homel (2006-2007)
- HK Nioman Grodno (2007-2009)

Wychowanek szkoły SDJuSzOR klubu Saławat Jułajew Ufa. Następnie przeniósł się do Białoruskiej SRR i grał w zespole z Grodna. Grał głównie w klubach białoruskich. Ponadto występował w lidze polskiej: w sezonie 1996/1997 w barwach STS Sanok, w sezonie 1997/1998 w TTS Tychy, w sezonie 1998/1999 w barwach TTH Toruń.
Karierę wyczynową zakończył w 2009. W 2012 rozpoczął występy w Amatorskiej Hokejowej Lidze Republiki Baszkirii.

## Kariera trenerska
- SDJuSzoR Homel-5 (2012)

Po zakończeniu kariery zawodniczej rozpoczął pracę trenera. Pracował z grupami młodzieżowymi w Homlu w 2012.

## Sukcesy
Klubowe
- Srebrny medal mistrzostw Białorusi: 1993, 1994 z Niomanem Grodno
- Brązowy medal mistrzostw Białorusi: 1996, 2000, 2002 z Niomanem Grodno
- Złoty medal mistrzostw Białorusi: 1998, 2001 z Niomanem Grodno
- Puchar Białorusi: 2007 z HK Homel